# Liste der Kulturdenkmäler in Winterscheid
In der Liste der Kulturdenkmäler in Winterscheid sind alle Kulturdenkmäler der rheinland-pfälzischen Ortsgemeinde Winterscheid aufgeführt. Grundlage ist die Denkmalliste des Landes Rheinland-Pfalz (Stand: 27. Juni 2022).

## Einzeldenkmäler
| Bezeichnung                                  | Lage              | Baujahr | Beschreibung | Bild                           |
| -------------------------------------------- | ----------------- | ------- | --- | ------------------------------ |
| Katholische Filialkirche St. Maria Magdalena | Hauptstraße Lage  | 1612    | Saalbau, angeblich von 1612, wohl älter, Eingang des Westturms bezeichnet 1847; am Kriegerdenkmal Altarkreuz, Schiefer, wohl aus dem ersten Drittel des 19. Jahrhunderts (Kreuz wohl jünger); in der Kirchhofsmauer Rundbogentor, bezeichnet 1845 | weitere Bilder Fotos hochladen |
| Wohnhaus                                     | Im Gäßchen 2 Lage | 1776    | barockes Wohnhaus, bezeichnet 1776 | BW                             |